# Ефе Акман
Ефе Акман (тур. Efe Akman, нар. 20 березня 2006, Шишлі, Туреччина) — турецький футболіст, опорний півзахисник стамбульського «Галатасарая».

## Ігрова кар'єра

### Клубна
Ефе Акман є вихованцем клубної академії столичного «Галатасарая». Він пройшов молодіжні команди всіх вікових категорій. Разом з командою (U-16) виграв титул юнацького чемпіона країни.
Дебют Акмана на професійному рівні відбувся 7 січня 2024 року, коли він вийшов на заміну в матчі чемпіонату Туреччини проти «Коньяспора».

### Збірна
У 2022 році в складі юнацької збірної Туреччини (U-17) Ефе Акман брав участь в юнацькому чемпіонаті Європи, що проходив на полях Ізраїля.

## Титули
Галатасарай
 Чемпіон Туреччини: 2023/24, 2024/25
 Володар Кубка Туреччини: 2024/25
 Володар Суперкубка Туреччини: 2023

## Особисте життя
Батько Ефе - Айхан Акман, відомий в минулому футболіст, що грав на позиції півзахисника в складі «Галатасарая» та національної збірної Туреччини.